# Orthostigma eoum
Orthostigma eoum är en stekelart som först beskrevs av Sergey A. Belokobylskij 1998.  Orthostigma eoum ingår i släktet Orthostigma och familjen bracksteklar. Inga underarter finns listade i Catalogue of Life.